# 無声硬口蓋破裂音
無声硬口蓋破裂音（むせい こうこうがい はれつおん）は、子音の種類の一つ。前舌と硬口蓋で閉鎖を作って開放することによって起こる破裂の音。国際音声記号では[c]と記述される。

## 特徴
- 気流の起こし手 - 肺臓からの呼気。
- 発声 - 声帯の振動を伴わない無声音。
- 調音
  - 調音位置 - 前舌と硬口蓋による硬口蓋音。
  - 調音方法
    - 口腔内の気流 - 舌の中央の隙間を気流が通る中線音。
    - 調音器官の接近度 - 完全な閉鎖を作り、一気に開放することによって生じる破裂音。
    - 口蓋帆の位置 - 口蓋帆を持ち上げて鼻腔への通路を塞いだ口音。

## 言語例
- アルバニア語 - q
- ギリシア語
- チェコ語、スロバキア語 - ť
- チベット語 - ཀྱ (ky)、 ཁྱ (khy) [cʰ]
- 中国語煙台方言 - 九 [ciou˨˩˧]、朽 [cʰiou˨˩˧]
- ハンガリー語 - ty
- マケドニア語 - ќ
- ラトビア語 - ķ